# Thomas Marschler
Thomas Marschler (* 21. Oktober 1969 in Düsseldorf) ist ein deutscher römisch-katholischer Priester und Theologe sowie Professor für Dogmatik an der Katholisch-Theologischen Fakultät der Universität Augsburg.

## Leben
Nach dem Studium der katholischen Theologie, Philosophie und Geschichte in den Jahren 1989–1994 in Bonn und München empfing er im Jahre 1996 durch den Erzbischof von Köln, Joachim Kardinal Meisner, die Priesterweihe. 2003 wurde er bei Karl-Heinz Menke an der Universität Bonn zum Dr. theol. und 2005 an der Universität Flensburg zum Dr. phil. promoviert. 2007 wurde er bei Wendelin Knoch an der Katholisch-theologischen Fakultät der Ruhr-Universität Bochum habilitiert. Seit August 2007 ist Marschler als Nachfolger von Anton Ziegenaus Universitätsprofessor für Dogmatik an der Universität Augsburg. Zusammen mit Thomas Schärtl gibt er seit 2014 die Studien zur systematischen Theologie, Ethik und Philosophie (STEP) heraus. Neben systematischen Themen forscht er ebenso zur Theologiegeschichte des Barock.

## Positionen
Marschler sieht sich selbst zwischen „konservativen“ und „liberalen Theologen“ in der Mitte positioniert. Er lobt die vor allem im englischsprachigen Raum und im amerikanischen Katholizismus des 21. Jahrhunderts beobachtete Hinwendung zum Thomismus als wegweisend und ist deutschsprachiger language news partner der konservativen US-Nachrichtenagentur Catholic News Agency.

## Publikationen
Als Autor:
- Auferstehung und Himmelfahrt Christi in der scholastischen Theologie bis zu Thomas von Aquin (= BGPhMA NF 64 1/2). Aschendorff, Münster 2003, ISBN 3-402-04017-4 (Dissertation).
- Kirchenrecht im Bannkreis Carl Schmitts: Hans Barion vor und nach 1945. nova et vetera: Bonn 2004, ISBN 3-936741-21-2 (Dissertation).
- Die spekulative Trinitätslehre des Francisco Suárez S.J. in ihrem philosophisch-theologischen Kontext (= BGPhMA NF 71). Aschendorff, Münster 2007, ISBN 3-402-10281-1 (Habilitation).
- Ich glaube. Die Spiritualität des Credo. Sankt Ulrich-Verlag, Augsburg 2009, ISBN 978-3-86744-101-8.
- Karl Eschweiler (1886–1936). Theologische Erkenntnislehre und nationalsozialistische Ideologie (= Quellen und Studien zur neueren Theologiegeschichte 9). Pustet, Regensburg 2011, ISBN 978-3-7917-2320-4.
- Für viele. Eine Studie zu Übersetzung und Interpretation des liturgischen Kelchwortes. nova et vetera, Bonn 2013, ISBN 978-3-936741-73-5 (rezensiert von Michael Theobald[1]).
- Praelati et praedicatores. Albertus Magnus über das kirchliche Leitungs- und Verkündigungsamt (= Lectio Albertina 16), Münster 2015, ISBN 978-3402111970.

Als Herausgeber:
- mit Christoph Ohly: Spes nostra firma. Festschrift für Joachim Kardinal Meisner zum 75. Geburtstag. Aschendorff, Münster 2009, ISBN 978-3-402-00437-1.
- Karl Eschweiler: Die katholische Theologie im Zeitalter des deutschen Idealismus. Die Bonner theologischen Qualifikationsschriften von 1921/22. Aus dem Nachlass herausgegeben und mit einer Einleitung versehen von Thomas Marschler. Monsenstein und Vannerdat, Münster 2010, ISBN 978-3-86991-180-9.
- mit Thomas Schärtl: Dogmatik heute. Bestandsaufnahme und Perspektiven. Pustet, Regensburg 2014, ISBN 978-3-7917-2582-6.
- mit Thomas Schärtl: Eigenschaften Gottes. Ein Gespräch zwischen systematischer Theologie und analytischer Philosophie (= STEP 6), Münster 2016, ISBN 9783402118962.
- mit Klaus von Stosch: Verlorene Strahlkraft. Welches Glaubenszeugnis heute gefragt ist. Freiburg 2018, ISBN 978-3451380464.
- mit Thomas Schärtl: Herausforderungen und Modifikationen des klassischen Theismus. Band 1: Trinität (= STEP 16/1), Münster 2019, ISBN 978-3402118207.